# Reality Circus
Reality Circus è stato un reality show televisivo della stagione 2006-2007, condotto da Barbara D'Urso con la partecipazione di Andrea Pellizzari, ambientato nel tendone di un circo allestito presso gli studi della De Laurentiis e trasmesso ogni mercoledì sera da Canale 5.
I concorrenti, addestrati ed allenati da alcuni veri circensi professionisti e sotto la supervisione di Stefano Nones Orfei, si sono cimentati in esercizi circensi, offrendo spesso con le loro prove spunti di ilarità. Non sono mancati battibecchi e lamentele per gli esercizi troppo difficili. Le esibizioni avvenivano davanti a una giuria specializzata e i telespettatori da casa, con il televoto, decidevano chi eliminare.
La trasmissione non ha incontrato, in termini di audience, il successo previsto dalla rete televisiva ed è stata chiusa il 18 ottobre 2006 con tre settimane d'anticipo e una media share del 15% circa: l'ultima puntata è stata seguita solo da 2.698.000 telespettatori (12,83%), considerati insufficienti per la rete ammiraglia Mediaset. Per rimediare ai bassi ascolti, il reality è stato più volte spostato nei giorni di programmazione; dopo aver debuttato di lunedì, è andato in onda la domenica e infine il mercoledì.

## Concorrenti
| Concorrente        | Attività                                             | Stato           | Nazionalità |
| ------------------ | ---------------------------------------------------- | --------------- | ----------- |
| Sabrina Ghio       | Ballerina                                            | Vincitrice      | Italia      |
| Pierluigi Coppola  | Attore                                               | 2º Classificato | Italia      |
| Brigitta Boccoli   | Attrice, Showgirl                                    | 3º Classificata | Italia      |
| Brian Bullard      | Ballerino                                            | 4º classificato | USA         |
| Valeria Marini     | Showgirl                                             | 5º classificata | Italia      |
| Antonio Rossi      | ex canoista                                          | Eliminato       | Italia      |
| Francesco Graziani | ex calciatore                                        | Eliminato       | Italia      |
| Milton Morales     | Modello, ex ballerino di Buona Domenica              | Eliminato       | Cuba        |
| Marina La Rosa     | Personaggio TV, ex concorrente del Grande Fratello 1 | Eliminata       | Italia      |
| Benedicta Boccoli  | Attrice, Showgirl                                    | Eliminata       | Italia      |
| Rosita Celentano   | Attrice, figlia di Adriano Celentano e Claudia Mori  | Eliminata       | Italia      |
| Raffaella Bergé    | Attrice, personaggio TV                              | Eliminata       | Italia      |
| Gian Marco Tavani  | Attore                                               | Eliminato       | Italia      |